# Cladotanytarsus gedanicus
Cladotanytarsus gedanicus is een muggensoort uit de familie van de dansmuggen (Chironomidae). De wetenschappelijke naam van de soort is voor het eerst geldig gepubliceerd in 2001 door Gilka.